# Pohronský Bukovec
Pohronský Bukovec – wieś (obec) na Słowacji położona w kraju bańskobystrzyckim, w powiecie Bańska Bystrzyca.

## Położenie
Leży u południowych podnóży zachodniej (Dziumbierskiej) części pasma Niżnych Tatr. Zabudowania wsi rozłożone są w środkowej części wąskiej doliny potoku Bukovec (Bukovská dolina), ok. 4 km powyżej jego ujścia do Hronu.

## Historia
Pierwsze wzmianki o miejscowości pochodzą z roku 1563. Od XVI w. do roku 1848 była osadą wsi Ráztoka, później do roku 1883 samodzielną wsią, a następnie znów osadą wsi Sväty Ondrej nad Hronom (obecnie w granicach Brusna). W 1953 r. osada się usamodzielniła, przyjmując nazwę Bukovec, później Pohronský Bukovec.

## Demografia
Według danych z dnia 31 grudnia 2010, wieś zamieszkiwały 82 osoby, w tym 43 kobiet i 39 mężczyzn.
W 2001 roku rozkład populacji względem narodowości i przynależności etnicznej wyglądał następująco:
- Słowacy – 98,04%
- Czesi – 1,96%